# Aglossosia albescens
Aglossosia albescens är en fjärilsart som beskrevs av George Francis Hampson 1901. Aglossosia albescens ingår i släktet Aglossosia och familjen björnspinnare. Inga underarter finns listade i Catalogue of Life.